# Mariusz Ziomecki
Mariusz Ziomecki (ur. 27 maja 1952 w Warszawie) – polski pisarz, dziennikarz i publicysta.

## Życiorys
Do 1981 był dziennikarzem warszawskiej „Kultury”. W 1982 wyjechał do Stanów Zjednoczonych, gdzie pracował jako jeden z głównych komentatorów dziennika „The Detroit Free Press”.
W latach 1998–2000 dzielił funkcję redaktora naczelnego dwutygodnika „Komputer Świat” z Wiesławem Małeckim. Następnie w 2003 objął funkcję redaktora naczelnego dziennika „Super Express” (w 2006 zastąpił go Tomasz Lachowicz). Redaktor naczelny tygodnika „Przekrój” od 2006 (kiedy zastąpił na tym stanowisku Piotra Najsztuba) do lipca 2007 (stanowisko przejął Jacek Kowalczyk). W latach 2007–2008 był redaktorem naczelnym Superstacji i prowadził program Rezonans. Od września 2008 roku wydawca programu Konfrontacje w Polsacie, a od maja 2009 do końca lutego 2010 redaktor naczelny serwisu publicystycznego redakcja.pl. Od listopada 2009 do maja 2010 był redaktorem sponsorowanego przez Narodowy Bank Polski serwisu internetowego ObserwatorFinansowy.pl i jednocześnie doradcą prezesa NBP. Następnie pracował dla firmy kosmetycznej Inglot.
W latach 2014–2018 na antenie Polsat News 2 prowadził program publicystyczny Prawy do lewego, lewy do prawego. Współgospodarzami programu byli Igor Janke (do grudnia 2015) oraz Witold Jurasz (od grudnia 2015).

## Życie prywatne
Ma dwójkę dzieci, córkę Zuzannę i syna Stanisława. Jego pierwszą żoną była Ewa Junczyk-Ziomecka.
W grudniu 2024 roku został skazany za gwałt na karę 3,5 roku pozbawienia wolności.

## Twórczość
- Vademecum dziennikarstwa, Press, Poznań, 2001, ISBN 83-915522-0-9.
- ABC dziennikarstwa (współautorstwo z Tomaszem Lisem i Krzysztofem Skowrońskim), Axel Springer SE, Warszawa 2002, ISBN 83-916410-6-6.
- Lato nieśmiertelnych, Wydawnictwo W.A.B., Warszawa 2002, ISBN 83-88221-80-9.
- Mr. Pebble i Gruda, Wydawnictwo Czarna Owca, Warszawa 2011, ISBN 978-83-7554-417-6.
- Umierasz i cię nie ma, Wydawnictwo Akurat, Warszawa 2015, ISBN 978-83-287-0097-0; cykl: Elementy zbrodni (tom 1).
- Pójdź na sąd boży, Wydawnictwo Akurat, Warszawa, 2016, ISBN 978-83-287-0408-4; cykl: Elementy zbrodni (tom 2).
- Odetchnij jeszcze raz, Wydawnictwo Akurat, Warszawa, 2018, ISBN 978-83-287-0908-9; cykl: Elementy zbrodni (tom 3).